# Mavortis Milex
La Mavortis milex è un esercizio letterario (dictamen, in latino) realizzato da un giovane Giovanni Boccaccio intorno al 1339 ed indirizzato a Francesco Petrarca, ancora residente ad Avignone. L'esercitazione confluirà nell'epistolario boccacciano come la lettera II.

## Storia e contenuto
Avuta notizia da parte del monaco Dionigi da Borgo San Sepolcro, residente a Napoli dopo un periodo di soggiorno in Provenza, specialmente ad Avignone, della presenza di un uomo virtuosissimo nello studio e nella morale, il Boccaccio si esercita nella stesura di una lettera in cui lui, nel degrado morale ed economico più assoluto, chiede aiuto allo sconosciuto Petrarca (presentato come Mavortis milex, ossia "soldato di Marte").